# Vrtulník

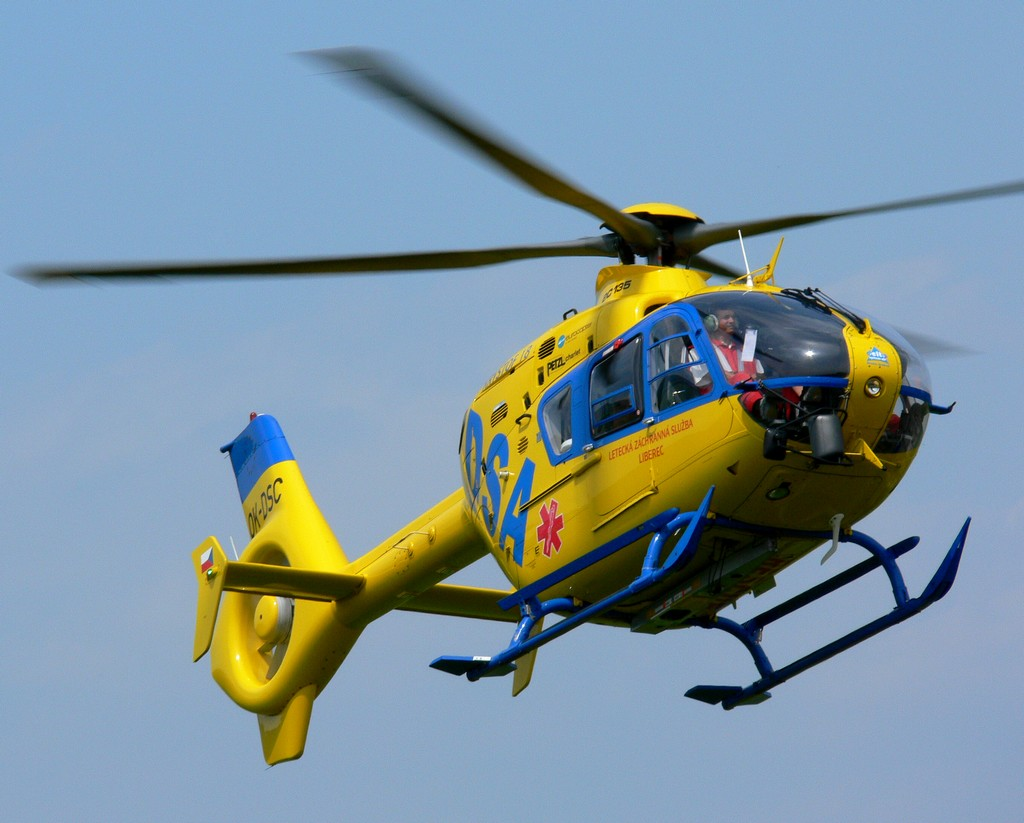
Moderní vrtulník Eurocopter EC 135 společnosti DSA

Vrtulník nebo též helikoptéra je druh rotorového letadla těžšího než vzduch s poháněnými horizontálně rotujícími nosnými plochami.
Slovo helikoptéra pochází z řeckých slov helix (šroubovice, šroub) a pteron (křídlo).

## Historie

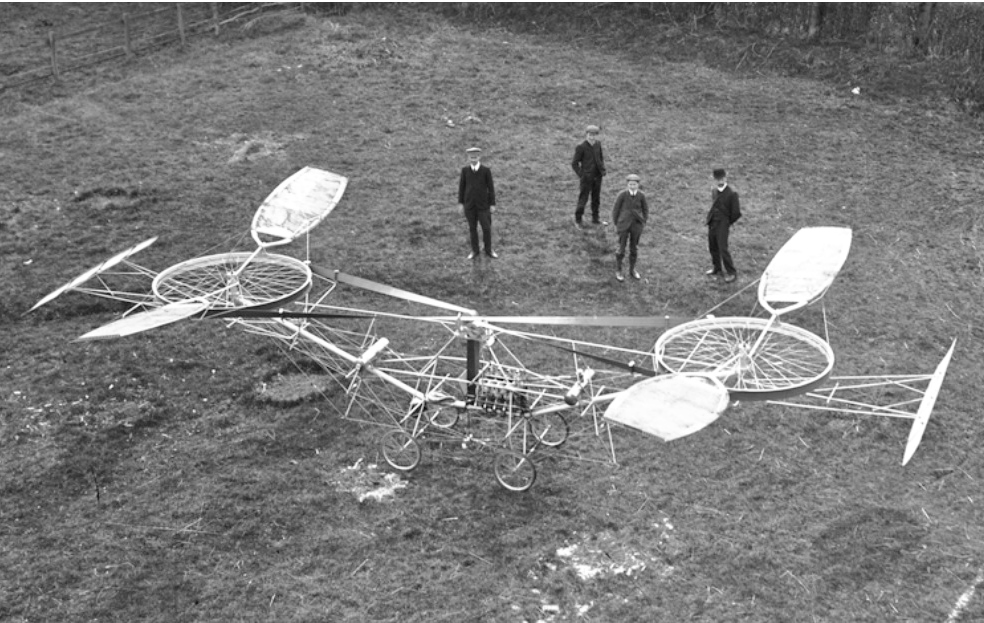
Stroj Paula Cornua

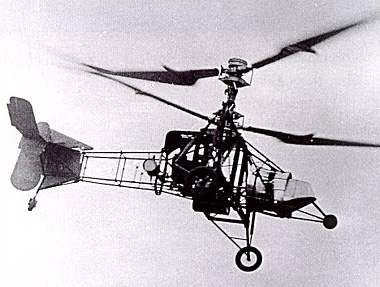
První plně řiditelný a letuschopný vrtulník Breguet-Dorand Gyroplane Laboratoire

Hračka s rotujícími plochami je známa už od 4. století př. n. l. z Číny, ve 4. století byl v Číně popsán i obecný princip vrtulníku. Ten na svých nákresech popsal také Leonardo da Vinci. Stroje podobné vrtulníkům se vyskytovaly i v románech Julese Vernea (Robur Dobyvatel, Podivuhodná dobrodružství výpravy Barsacovy).
Už v roce 1894 vypracoval návrh vrtulníku s pohonem lidské síly slovenský vynálezce a konstruktér Ján Bahýľ. V lednu 1906 na něj dostal tzv. popis patentu, avšak další osud jeho vrtulníku není znám . Kvůli administrativním problémům není prvenství Jána Bahýľa všeobecně uznávané.
První zdokumentovaný vrtulník sestrojil francouzský obchodník s jízdními koly, Paul Cornu. 8. listopadu roku 1908 se se svým strojem se dvěma šestimetrovými čtyřlistými vrtulemi a spalovacím motorem o výkonu 24 koňských sil vznesl několik centimetrů nad zem. Za několik dnů pokus zopakoval, tentokrát se vznesl do výšky 1,5 m. Tento stroj nebylo možné nijak stranově ovládat, a proto není považován za helikoptéru v pravém slova smyslu, přesto se o stroj zajímal například Igor Sikorski.
První plně funkční vrtulník byl představen v roce 1938 v Berlíně. Průkopníkem v oblasti letadel s rotující nosnou plochou se stalo Německo před druhou světovou válkou, hlavně pak firmy Flettner a Focke Achgelis. Po jejím skončení převzaly iniciativu v této oblasti hlavně SSSR a USA.

## Princip činnosti

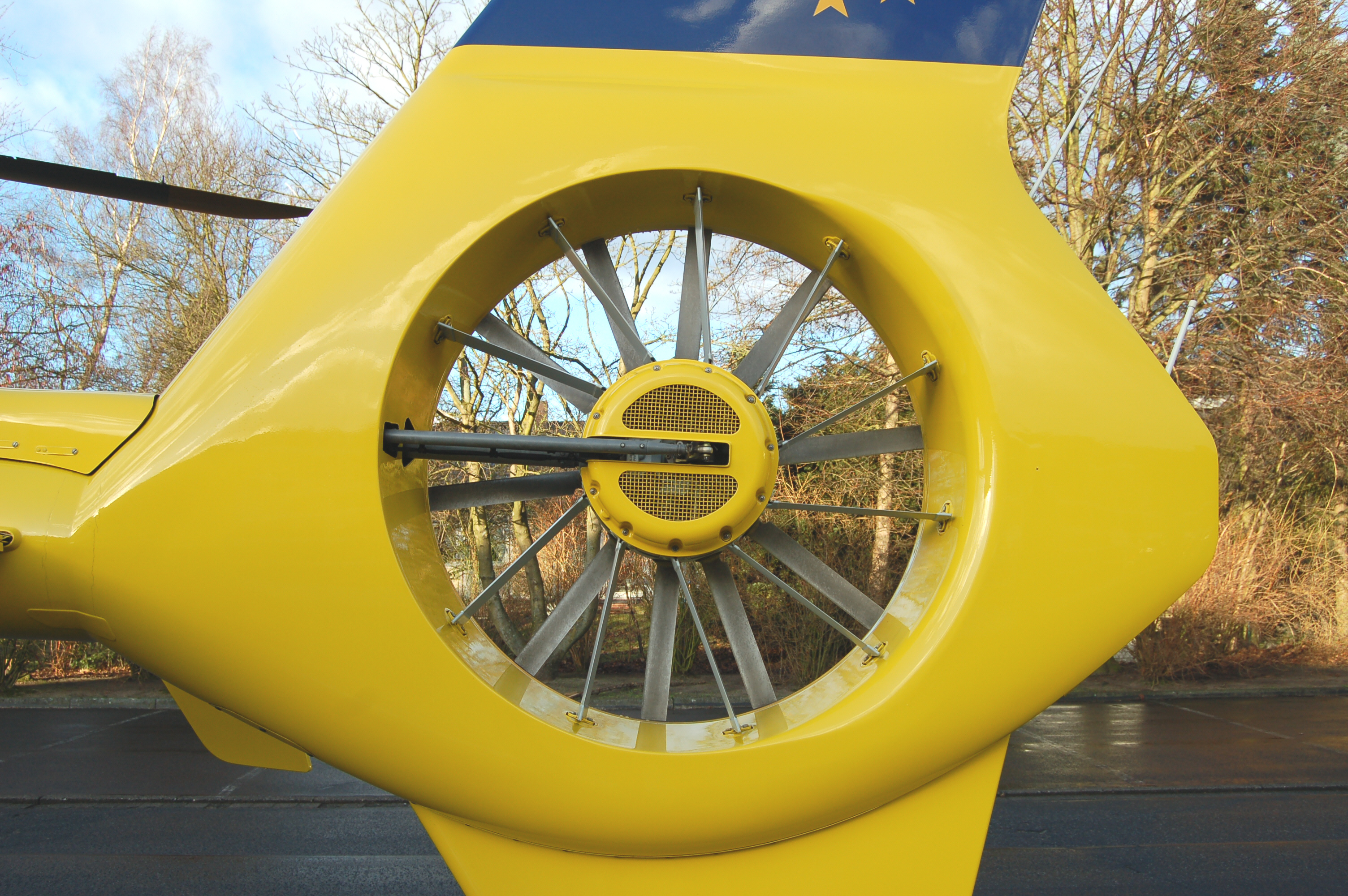
Uzavřený ocasní rotor

Na nosném rotoru vrtulníku, složeném z listů, které v podstatě tvoří obíhající křídla, vzniká aerodynamický vztlak. K horizontálnímu i vertikálnímu letu vrtulníku je potřeba vyvinout tah, který vzniká vlivem rozdílu aerodynamických sil vzniklých na nosném rotoru. K řízení se používá naklápění kolem horizontálních os (os listů), tedy změnou úhlů náběhu listů rotoru a dále jejich rychlostí odvozenou od výkonu motoru.
Listy rotoru tak vykonávají složitý pohyb, skládající se z několika pohybů najednou. První je naklápění všech listů najednou, které spolu s výkonem řídí nosnou sílu. Toto řízení se označuje jako kolektiv (kolektivní řízení). Druhým pohybem je postupná změna náběhu při otáčení, kterou se řídí jejich náklon, tedy síla mimo vertikální osu, což vyvolává horizontální pohyb – let vpřed, vzad a do stran. Tomuto řízení se říká cyklika. 
Jak list rotoru obíhá kruh, mění se na něm vztlaková síla a také odpor vzduchu proti otáčení a to jak vlivem cykliky, tak pohybu okolního vzduchu při letu. To, kvůli změně vztlaku, způsobuje jeho pružný pohyb, mávání nahoru a dolů, a díky odporu vzduchu zas kývání vzad a vpřed. Rotory proto disponují tlumicími prvky listů a listy musí být nejen pevné, ale i dostatečně pružné. To se projevuje typickým svěšením v klidu na zemi.
Při otáčení rotoru vzniká reakční krouticí moment. K jeho eliminaci se dnes požívají tři základní systémy: Jedním z nich je sestava dvou rotorů nad sebou, které se otáčí protiběžně (typicky vrtulníky firmy Kamov). Další možnost jsou dva nezávislé rotory (například vrtulníky Chinook). V historii se vyskytují i systémy s protínajícími se rotory (např. Flettner Fl 282 Kolibri). Nejrozšířenější je jeden rotor kompenzovaný pomocným rotorem. Ten také změnou reakční síly řídí otáčení kolem svislé osy (směr letu). Pomocný rotor je nejčastěji realizován jako vertikální vrtule umístěná na ocase stroje (ocasní rotor). U některých výrobců bývá ocasní vrtule nahrazována dmychadlem s vodicím prstencem (uzavřeným ocasním rotorem, u vrtulníků skupiny Eurocopter je označován ochrannou známkou Fenestron). Vrtulníky některých dalších výrobců užívají technologie NOTAR (No Tail Rotor). Točivý moment hlavního rotoru je kompenzován proudem vzduchu, usměrňovaným vertikálními řídicími plochami.

## Pohon vrtulníků
Kromě vírníků, které v principu nemají pohon rotoru se u vrtulníků objevují dva základní typy motorů. První, a to i historicky, jsou pístové motory vycházející většinou z leteckých motorů. Dnes je najdeme jen u malých typů.
Většina vrtulníků  používá turbohřídelové motory se dvěma nezávislými hřídeli (jeden k pohonu vlastního kompresoru motoru, druhý vyvádí hnací sílu z motoru).

## Dělení vrtulníků

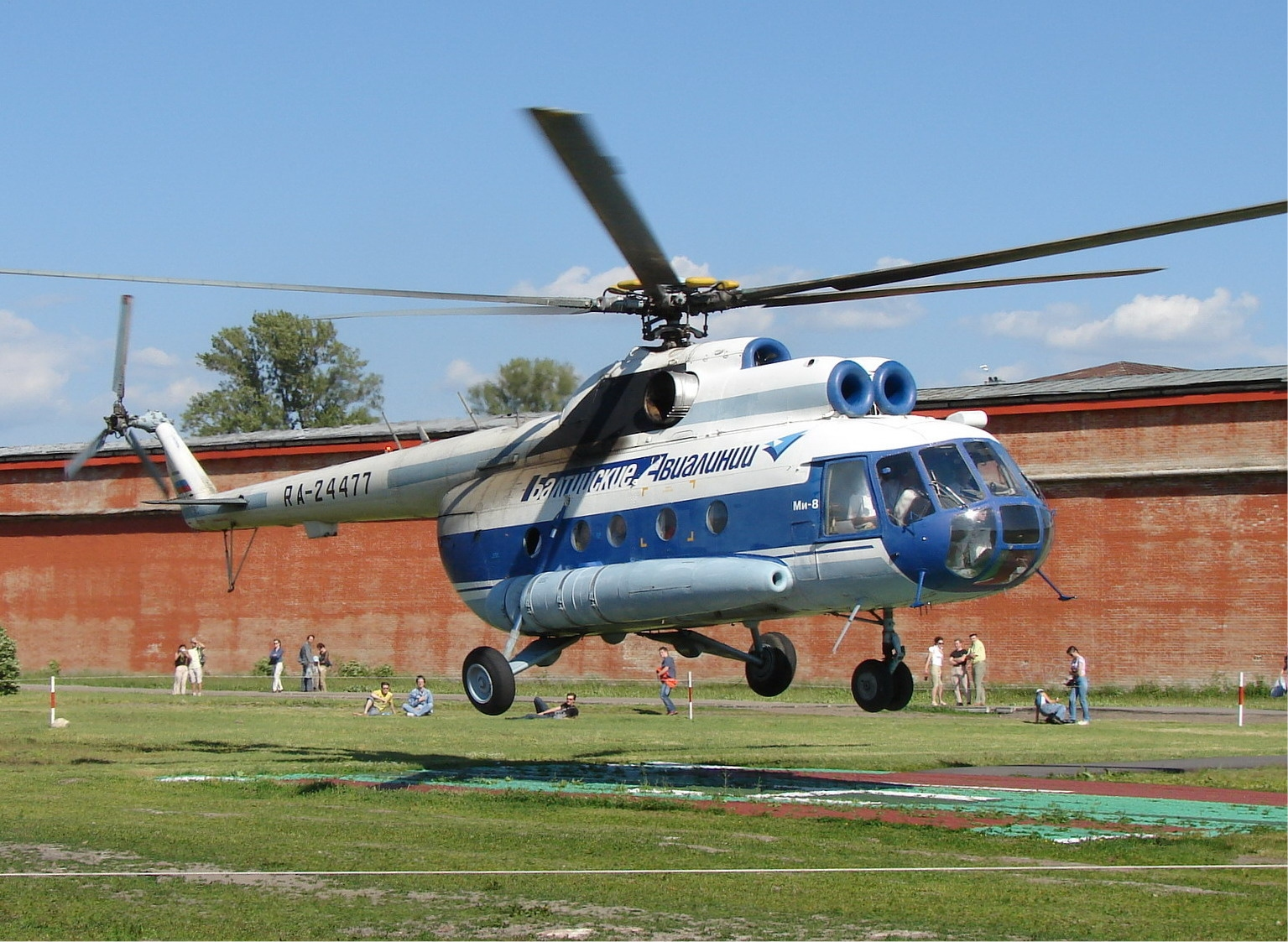
Těžký transportní vrtulník Mil Mi-8

Vrtulníky je možno rozdělit do různých skupin podle mnoha parametrů, mezi něž patří například počet motorů, typ rotorů, hmotnost, přistávací prostředky, účel vrtulníku atd.

### Dělení podle hmotnosti
Jedním z charakteristických parametrů vrtulníků je maximální vzletová hmotnost, podle níž lze vrtulníky dělit do následujících skupin:
- ultralehké vrtulníky s maximální vzletovou hmotností do 600 kg
- lehké vrtulníky s maximální vzletovou hmotností do 2500 kg
- střední vrtulníky s maximální vzletovou hmotností do 8000 kg
- těžké vrtulníky s maximální vzletovou hmotností nad 8000 kg
- supertěžké vrtulníky s maximální vzletovou hmotností nad 25 000 kg

## Pilotování a ovládání vrtulníku

Ovládání vrtulníku Bell 206

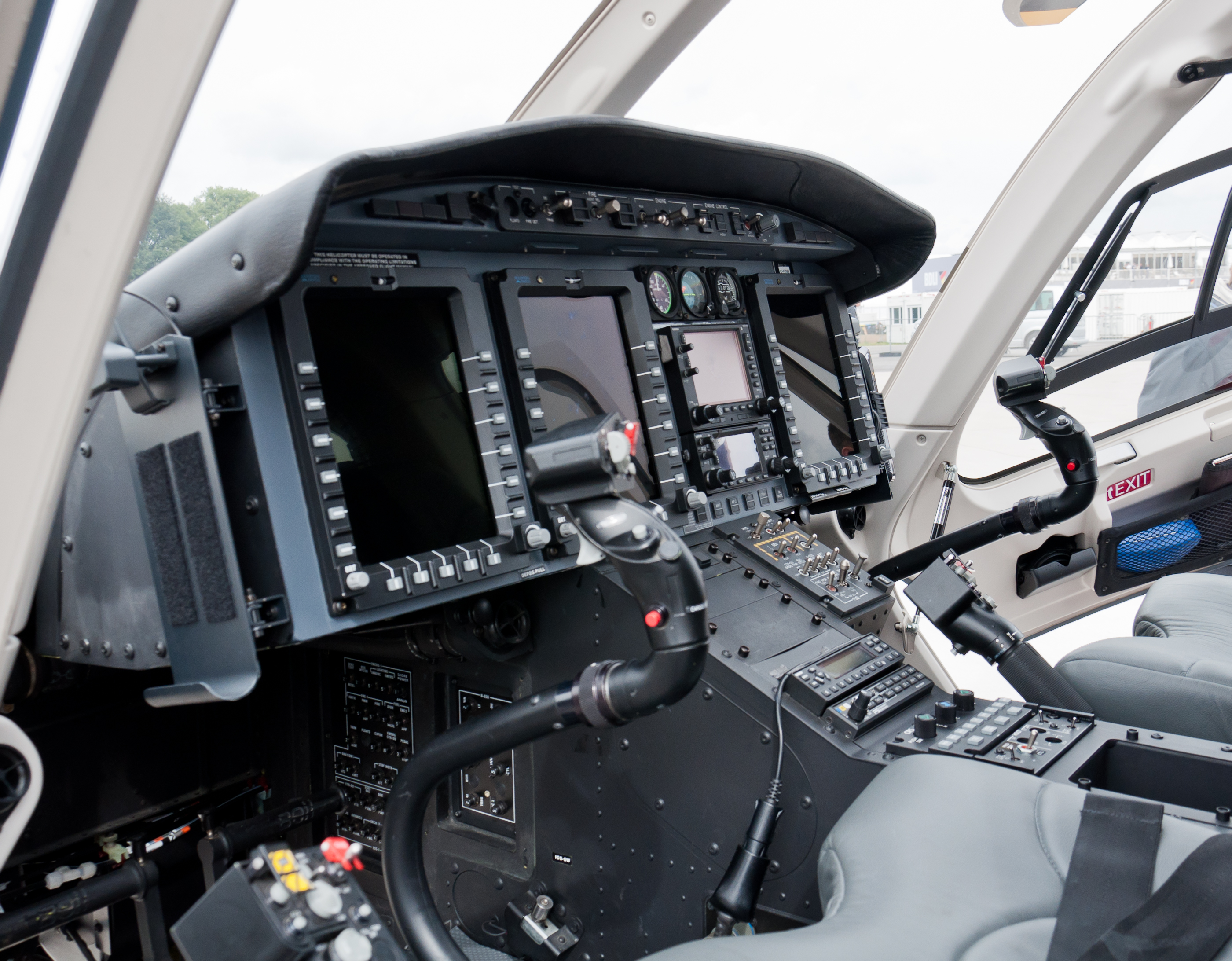
Kokpit moderního vrtulníku Bell 429

Vrtulník se pilotuje z levého i pravého postu. Záleží na smyslu otáčení hlavního rotoru. Pravotočivé stroje se pilotují zleva a naopak. Tato skutečnost je daná technikou startu – takzvaným bočením, při kterém se k rozběhnutí vrtulníku užívá tahu vyrovnávacího rotoru a pilot musí vidět do osy vzletu.
K ovládání vrtulníků se využívá několika ovládacích pák:
- Páka cyklického řízení (tzv. cyklika) ovládá klopení (vpřed–vzad) a klonění(náklon vlevo–vpravo).
- Páka sdruženého ovládání listů hlavního rotoru – kolektivu, ovládá tahovou sílu, tedy stoupání a klesání a rovněž obsahuje řídicí prvky pohonné jednotky (především plynová přípusť).
- Pedály ovládají úhel nastavení listů vyrovnávacího rotoru.

Na podobném principu pracuje též vírník (autogyra) (nepoháněná rotující nosná plocha a tlačná vrtule).
Díky souboru sil je realita taková, že oproti očekávání typicky letí vrtulník v přímém horizontálním přímém letu s podélnou osou skloněnou dolů a mírně do strany, nejde o pilotní chybu.  
V souvislosti s letovými vlastnostmi vrtulníku se vyskytuje výraz „autorotace“. Jedná se o stav, kdy v důsledku vysazení nebo vypnutí pohonné jednotky (motoru) začne vrtulník klesat, vlivem tlaku vzduchu protékajícího rotorem na listy nosného rotoru se po sklopení kolektivu rotor roztáčí a pilot je schopen s vrtulníkem v omezené míře manévrovat a poté úspěšně přistát. To je ostatně i základní princip fungování vírníku a autogyry. Stroj ale musí mít dostatečnou kombinaci zásoby výšky a letové rychlosti.
Zároveň je nutné dodat, že konstrukce vrtulníku je samozřejmě schopná pohltit úder při přistání jen do určité úrovně, pak dojde k destrukci. Oblast letové obálky pod kombinací výšky a rychlostí potřebných k autorotaci a nad výškou, ze které může vrtulník tvrdě přistát beze škod, spadnout, je tzv. zakázaná letová obálka a vrtulník by se letu v tomuto režimu měl vyhýbat.

## Československé vrtulníky
V bývalém Československu se pokusy o vlastní konstrukce vrtulníků datují od konce 2. světové války, nejprve s využitím kořistního materiálu.
Významnou kapitolou byly vrtulníky Ing. Jaroslava Šlechty řady XE. Prvním byl Praga 1 exp s prolínajícími se rotory.
Po ukončení této řady byly zkušenosti jeho konstrukční kanceláře získané s prototypem XE-II, uplatněny v řadě HC, známým HC-2 Heli Baby (motor měl 83 HP). Na něj pak navazovala výroba HC-102 v Otrokovicích s výkonnějším motorem (81 KW /108 HP), v národním podniku Moravan, pod vedením Ing. Jana Mikuly, kde bylo postaveno 21 kusů a dalších 15 přestavěno z HC-2.
Na něj měl navazovat typ HC-103, respektive HC-103A pod vedením ing. Richarda Schöna. Konstrukce vrtulníku byla pokroková, nabízela i možnosti dalšího rozvoje. Největším problémem ve vývoji byly motory, které neměly dostatečný výkon.
Slibný rozvoj pak zastavil v roce 1962 příkaz ze Sovětského svazu, kterým byl vývoj a výroba vrtulníků v Československu zastaveny.

## Sovětské a ruské vrtulníky

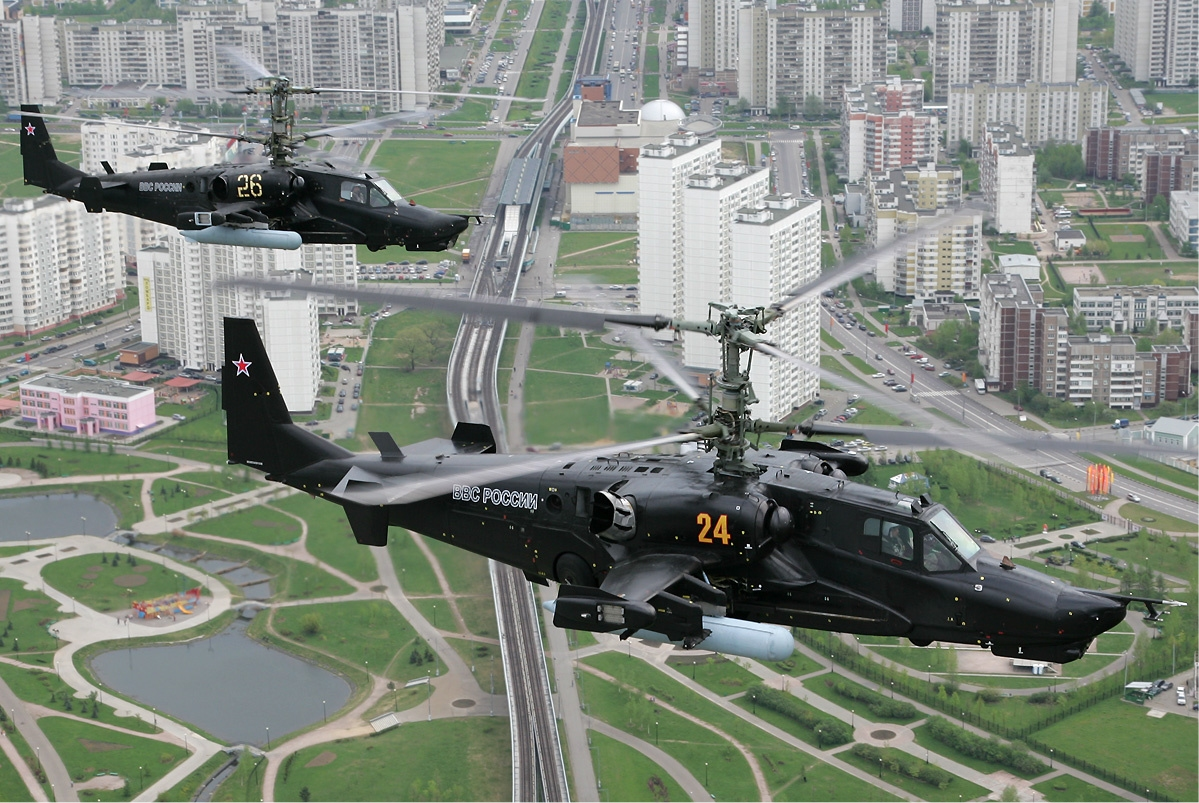
Vrtulníky Kamov Ka-50 nad Moskvou

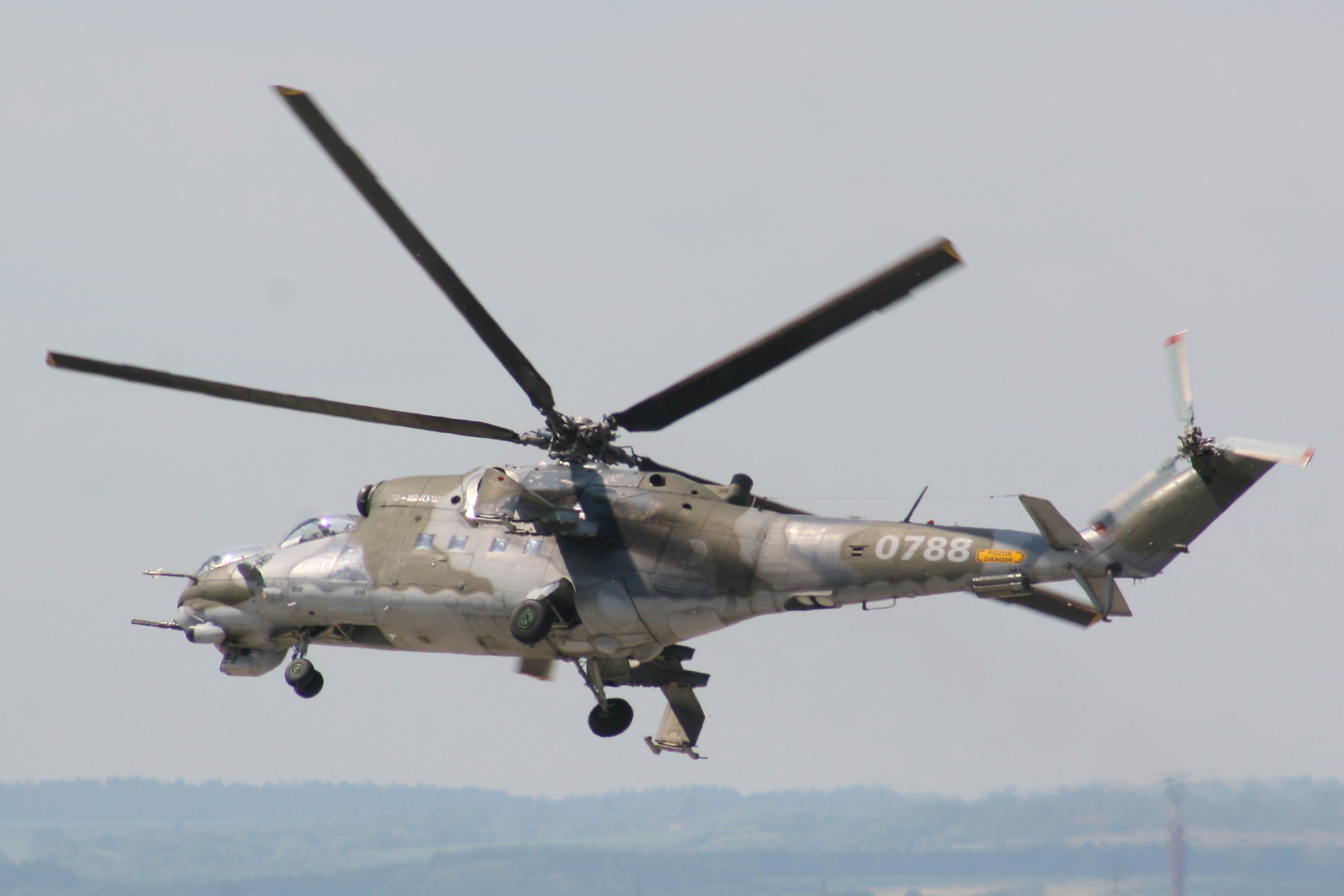
Bitevní vrtulník Mil Mi-24 Vzdušných sil Armády České republiky

V Sovětském svazu se konstrukcí vrtulníků zabývalo několik konstrukčních kanceláří. Mezi nejdůležitější patřily OKB (Opytno-konstrukčnoje bjuro) Mil, Kamov a Jakovlev. Třetí jmenovaný ale brzy s pokusy skončil. Mil se stal hlavním dodavatelem vrtulníků pro pozemní armádní síly, Kamov pro námořní letectvo. Obě konstrukční kanceláře vyprodukovaly několik typů vrtulníků. Mil se vydal klasickou cestou, využíval osvědčené kombinace nosného a vyrovnávacího rotoru. Kamov začal využívat dva souosé protiběžné rotory nad sebou. Mezi nejznámější Milovy nebitevní výrobky patří lehké spojovací Mi-1 a Mi-2, střední Mi-4 a těžké Mi-8 a modernizovaný Mi-17 (v Rusku značen Mi-8M). Pro potřeby armády vzniklo mnoho bitevních modifikací transportního vrtulníku Mi-8/17, například Mi-8TB, MTB, exportní TBK a podobně.
Vedení sovětského letectva ale bylo jasné, že ozbrojený transportní vrtulník není ideálním řešením. Zadalo tedy požadavky na vývoj nového bitevního vrtulníku pro potřeby sovětské armády. Výsledkem se stal vynikající bitevní a víceúčelový vrtulník Mi-24, v exportních variantách značen Mi-25/35. V osmdesátých letech začal Mil pracovat na novém Mi-28, který je čistě bitevní bez prostor k transportu, ale je kvůli nedostatku financí jen velmi pozvolně zaváděn do výzbroje ruské armády. Mezi velmi známé Milovy projekty patří obří vrtulníky Mi-6, Mi-10, pokusný Mi-12 (největší vrtulník na světě) a Mi-26.
Kamov vyvinul lehké typy Ka-15 a Ka-18. Následovaly střední vrtulníky Ka-25 a Ka-27, které výrobce dodával i v protiponorkové verzi. Z Ka-27 později konstruktéři vyvinuli civilní Ka-32 a bitevní/transportní Ka-29. Kamov se se svým Ka-50 v osmdesátých letech zúčastnil poněkud netradičně tendru na výběr nového bitevního vrtulníku pro pozemní složky. Soupeřil zde s Milovým konceptem Mi-28. Komise několikrát změnila stanovisko a nakonec jsou do výzbroje přibírány i Mi-28, tak i Ka-50. Ka-50 je naprosto ojedinělým téměř ve všech směrech. Posádku tvoří díky pokročilé avionice jen jedna osoba. Vrtulník může působit dlouhodobě mimo oblast své mateřské základny. Použití souosých rotorů eliminovalo potřebu instalovat ocasní rotor. Tím Kamov vyřešil hlavní slabinu všech vrtulníků, většina ztrát v boji totiž připadá právě na zásah do ocasního rotoru.
V současné době se snahy obou výrobců soustřeďují hlavně na modernizační úpravy stávajících zavedených typů používaných jako dopravní prostředek i jako zbraň.

## Galerie

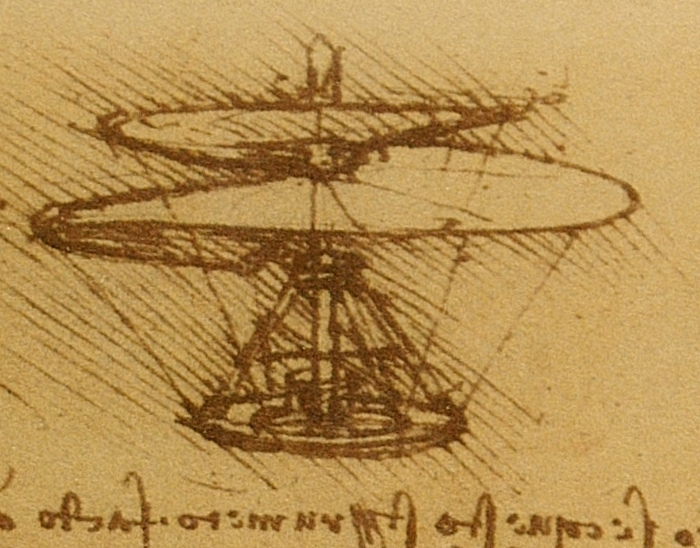
Helikoptéra Leonarda da Vinciho
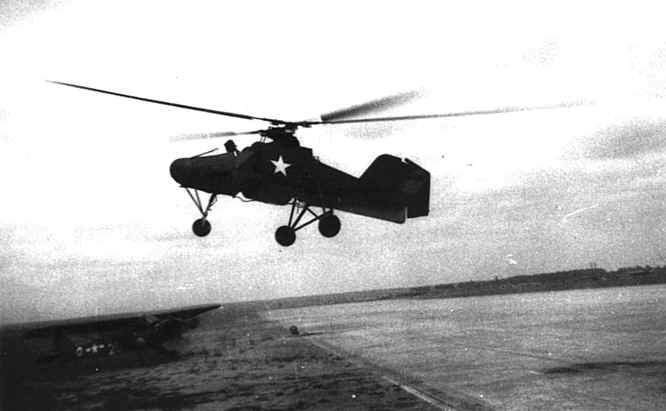
Flettner Fl 282 Kolibri – pravděpodobně první bojově nasazený vrtulník
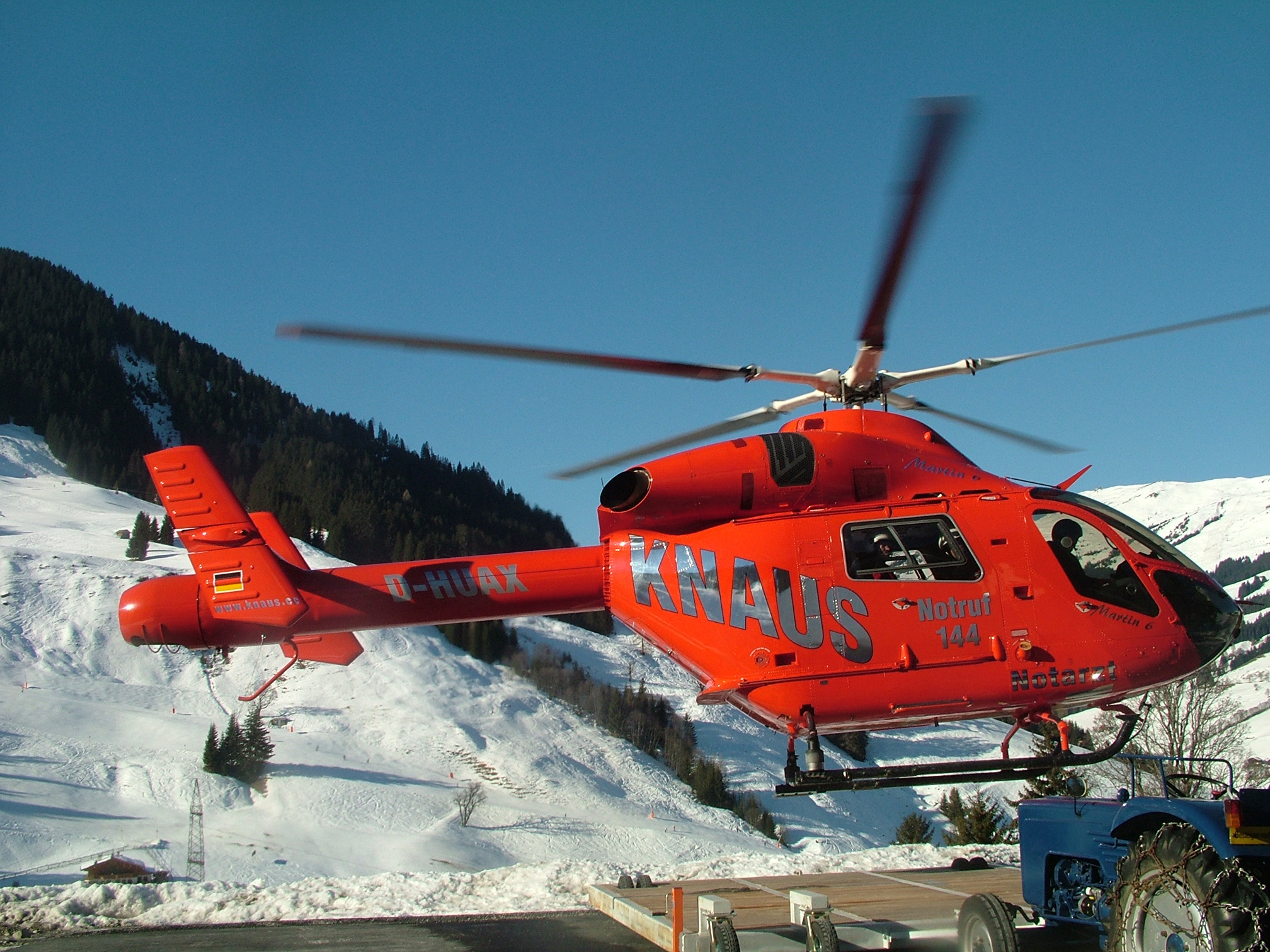
Vrtulník MD Helicopters MD Explorer využívá systém NOTAR
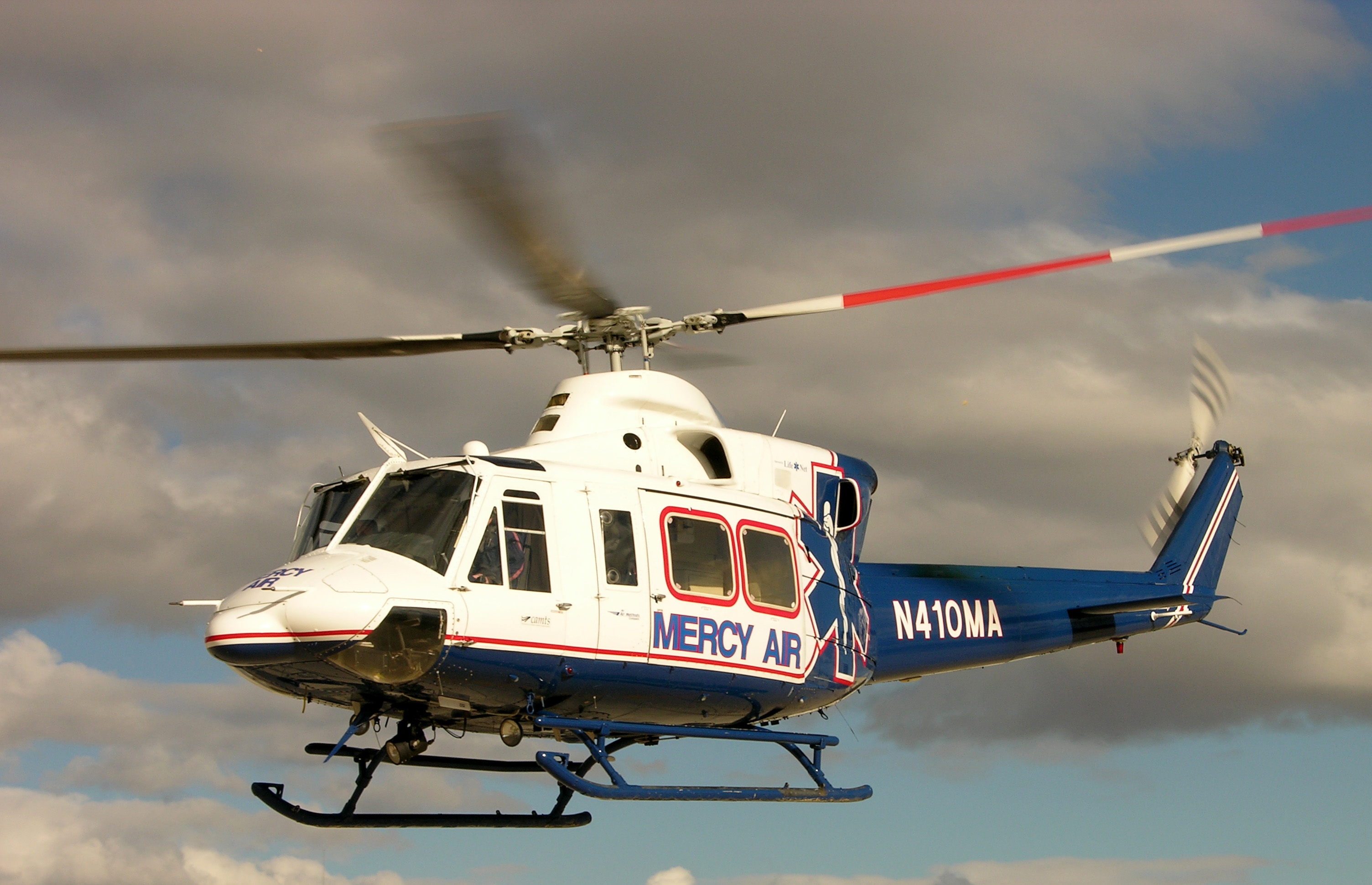
Americký vrtulník Bell 412 s klasickým ocasním rotorem
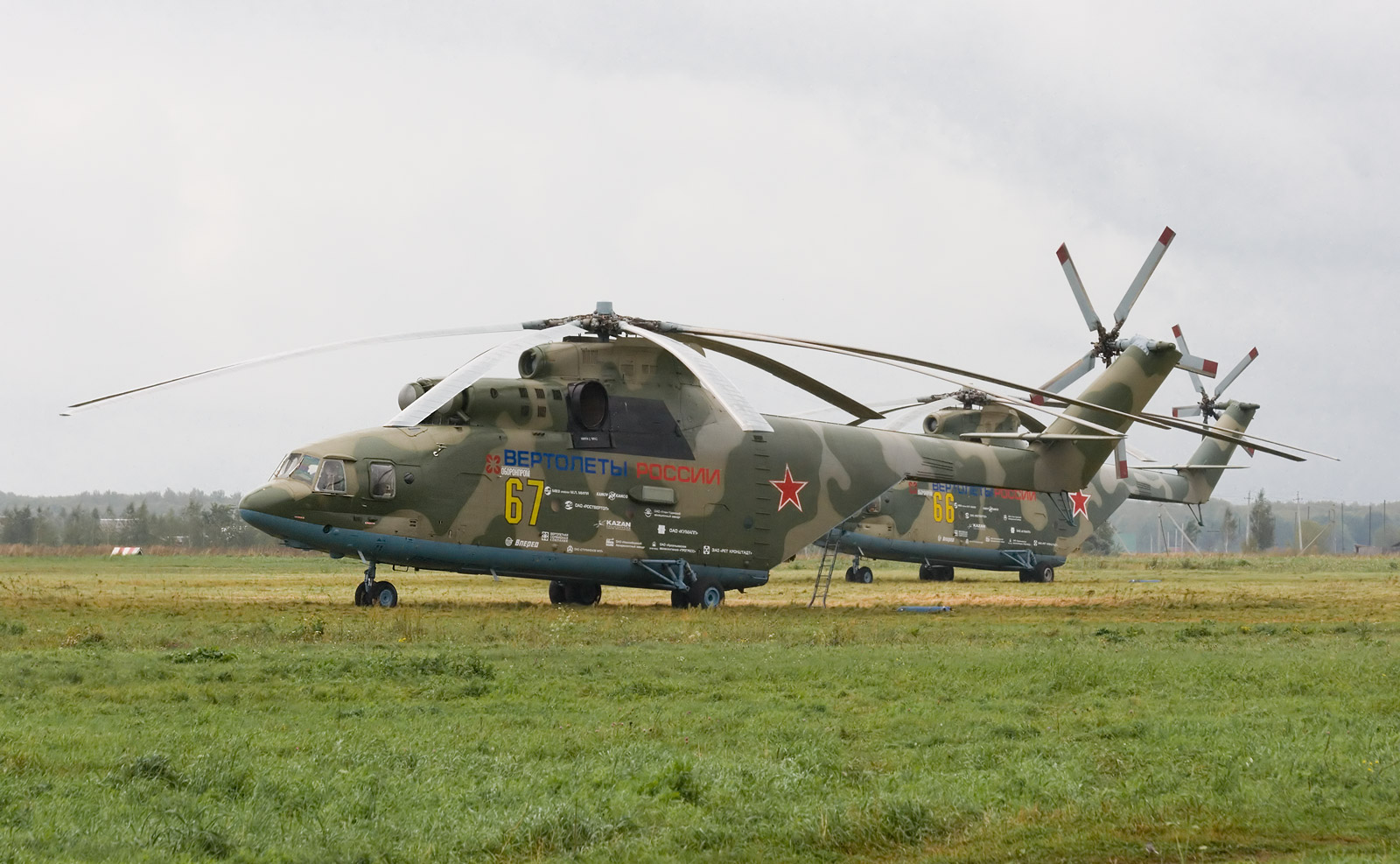
Mil Mi-26, největší sériově vyráběný vrtulník
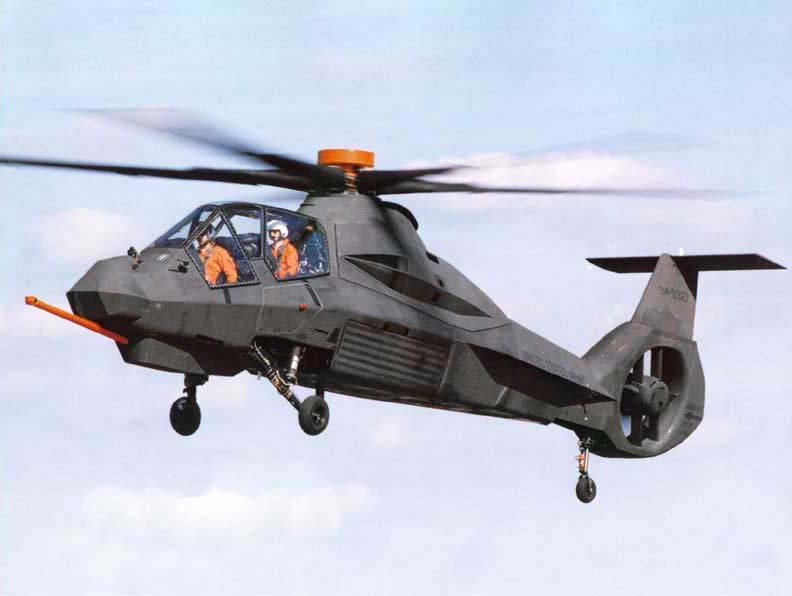
Boeing-Sikorsky RAH-66 „Comanche“, prototyp s prvky stealth